# Pygeum
Pygeum là một chi thực vật có hoa trong họ Hoa hồng.